# Diocese de London
A Diocese de London (Diœcesis Londonensis) é uma diocese localizada na cidade de London, na província de Ontário, pertencente a Arquidiocese de Toronto no Canadá. Foi fundada em 1855 pelo Papa Pio IX. Com uma população católica de 859.730 habitantes, sendo 38,3% da população total, possui 104 paróquias com dados de 2018.

## História
Em 21 de fevereiro de 1855 o Papa Pio IX cria a Diocese de London a partir do território da então Diocese de Toronto, futura arquidiocese. Em 1959 a diocese tem seu nome alterado para Diocese de Sandwich. Em 1869 a Diocese de Sandwich volta a se chamar Diocese de London.

## Lista de bispos
A seguir uma lista de bispos desde a criação da diocese em 1855.
|                    | Nome                              | Período          | Notas                                                                      |
| Bispos de London   | Bispos de London                  | Bispos de London | Bispos de London                                                           |
| ------------------ | --------------------------------- | ---------------- | -------------------------------------------------------------------------- |
| 9º                 | Ronald Peter Fabbro, C.S.B.       | 2002 -           |                                                                            |
| 8º                 | John Michael Sherlock             | 1978 - 2002      | Também presidente da Conferência Canadense de Bispos Católicos (1983-1985) |
| 7º                 | Gerald Emmett Carter              | 1964 - 1978      | Nomeado arcebispo de Toronto                                               |
| 6º                 | John Christopher Cody             | 1950 - 1963      | Faleceu no cargo                                                           |
| 5º                 | John Thomas Kidd                  | 1931 - 1950      | Faleceu no cargo                                                           |
| 4º                 | Michael Francis Fallon, O.M.I.    | 1909 - 1931      | Faleceu no cargo                                                           |
| 3º                 | Fergus Patrick McEvay             | 1899 - 1908      | Nomeado arcebispo de Toronto                                               |
| 2º                 | Dennis T. O'Connor, C.S.B.        | 1890 - 1899      | Nomeado arcebispo de Toronto                                               |
| 1º                 | John Walsh                        | 1869 - 1889      | Nomeado arcebispo de Toronto                                               |
| Bispos de Sandwich |                                   |                  |                                                                            |
| 2º                 | John Walsh                        | 1867 - 1869      | Nomeado bispo dessa diocese                                                |
| 1º                 | Pierre-Adophe Pinsoneault         | 1859 - 1866      |                                                                            |
| Bispo de London    |                                   |                  |                                                                            |
| 1º                 | Pierre-Adophe Pinsoneault         | 1856 - 1859      | Nomeado bispo de Sandwich                                                  |
| Bispo coadjutor    |                                   |                  |                                                                            |
| 1º                 | John Christopher Cody             | 1946 - 1950      | Nomeado bispo dessa diocese                                                |
| Bispos auxiliares  |                                   |                  |                                                                            |
|                    | Józef Andrzej Dąbrowski, C.S.M.A. | 2015 - 2023      | Nomeado Bispo de Charlottetown                                             |
|                    | Robert Anthony Daniels            | 2004 - 2011      |                                                                            |
|                    | Richard John Grecco               | 1997 - 2002      |                                                                            |
|                    | Frederick Bernard Henry           | 1986 - 1995      |                                                                            |
|                    | Marcel André J. Gervais           | 1980 - 1985      |                                                                            |
|                    | John Michael Sherlock             | 1974 - 1978      | Nomeado bispo dessa diocese                                                |
|                    | Gerald Emmett Carter              | 1961 - 1964      | Nomeado bispo dessa diocese                                                |